# Мирандцы
Мира́ндцы (порт. и мирандск. mirandeses) — романоязычное этноязыковое меньшинство, населяющее регион Миранда в Португалии, на крайнем северо-востоке страны на границе с Испанией (муниципалитеты Миранда-ду-Дору, Вимиозу и Могадору округа Браганса Северного региона). Согласно данным Большой российской энциклопедии, являются частью португальцев, хотя их родной диалект относится к астуро-леонскому языковому ареалу. Говорят на португальском языке и мирандском наречии, признанном в Португалии одним из официальных языков региона Миранда, некоторые владеют испанским. По вероисповеданию — католики.
По данным Большой российской энциклопедии, к 2015 году в Португалии проживало около 15 тыс. носителей мирандского языка. По другим данным, на мирандском говорят не более 6000 человек (2010).

## Язык
Мирандцы представляют собой коренное население Португалии, выделяющееся среди остальных португальцев прежде всего по языку. Мирандские говоры (мирандес/мирандеш) являются продолжением астуро-леонского (леоно-астурского, леонского) языкового континуума на территории Португалии. Мирандский родственен астурийскому, леонскому, эстремадурскому и кантабрийскому языкам и диалектам Испании. При этом в мирандском, как и в двух других говорах северо-востока Португалии (риодонореше и гуадрамилеше) отмечаются переходные черты к северному диалекту португальского языка. Мирандский язык признан наряду с португальским вторым официальным языком в тех общинах, где проживает мирандоязычное население. Согласно законам, принятым в 1999 году, в школах Мирандского региона допускается преподавание мирандского языка как факультативного предмета.
Мирандцы по большей части двуязычны и воспринимают португальский язык и культуру как неотъемлемую часть своего самосознания.

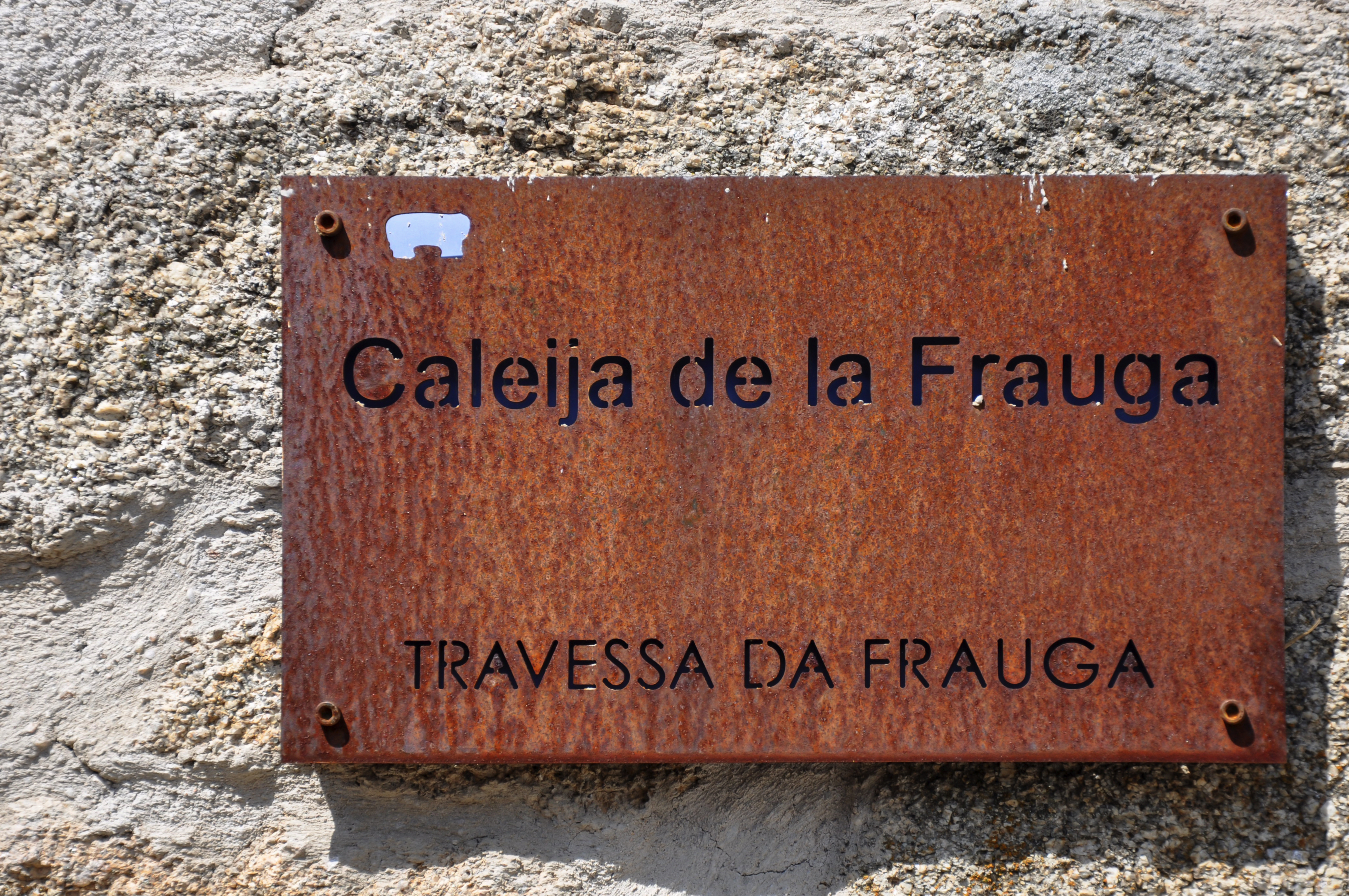
Двуязычный знак на мирандском и португальском языках в селении Пикоте

## Особенности культуры

### Музыка и танцы
Помимо языковых отличий мирандцы выделяются также по самобытным чертам культуры. Одной из заметных особенностей культуры Мирандского региона является широкое распространение танца с палками (паулитейруш). Хотя этот танец сейчас известен по всему северу Португалии, есть основания полагать, что родиной паулитейруша является Миранда, где он, вероятнее всего, изначально играл роль колядок. Также для мирандской культуры характерна народная музыка, исполняемая на волынках, и сохранение некоторых языческих ритуалов под названием фарандулу, практикуемых на рождественском и пасхальном праздниках.

### Костюм
Традиционная часть мирандского костюма — плащ капа-де-онраш из овечьей шерсти, имеющий форму полукруга и украшенный аппликацией, вышивкой и бахромой. Существует две основные версии происхождения мирандского плаща: от тёплой верхней одежды пастухов или от капы — элемента католического церковного облачения. В современной культуре плащ стал выполнять функцию почётного подарка для выдающихся людей (так, в 2019 году мирандский плащ был вручён папе Франциску). Исторически это был элемент исключительно мужской одежды, но в 2017 году была разработана аналогичная женская модель.
Ежегодно 6 января в Миранда-ду-Дору в капа-де-онраш облачают статую Младенца Иисуса, которую несут вокруг собора во главе торжественной процессии.

### Кухня
Среди наиболее характерных блюд мирандской кухни — сладкий пирог, который традиционно готовят на Пасху. С целью сохранения этой традиции в Миранда-ду-Дору проводится ежегодный фестиваль.